# Gustav Schaffer
Gustav Adolf Schaffer (* 14. November 1881 in Niederhäslich; † 28. Juni 1937 in Chemnitz) war ein deutscher Maler und Grafiker.

## Leben
Gustav Schaffer wurde als Sohn eines Bergbeamten in einem kleinen Dorf nahe Dresden geboren. Ab 1896 besuchte er die Kunstgewerbeschule in Dresden, um sich als Musterzeichner für die Textilindustrie ausbilden zu lassen. Unterbrochen wurde die darauf folgende Tätigkeit als Musterzeichner 1903 durch ein kurzes Studium bei Ermenegildo Antonio Donadini an der Dresdner Kunstgewerbeakademie. Ab 1905 versuchte sich Schaffer als freier Künstler in Chemnitz, wohin er zwischenzeitlich übergesiedelt war. Druckgrafische Arbeiten in Lithografie, Holz- und Linolschnitt bestimmten zuerst seine künstlerische Tätigkeit. Im gleichen Jahr schloss Schaffer persönliche Bekanntschaft mit dem kunstsinnigen Chemnitzer Arzt Adolf E. Thiele, welche ihm dessen lebenslange Förderung und Unterstützung eintrug. Im Jahr 1907 gehörte Schaffer gemeinsam mit Rose Friedrich, Georg Gelbke, Alfred Kunze und Martha Schrag zu den Gründungsmitgliedern der Künstlergruppe Chemnitz. Seit 1908 war Schaffer Mitglied des Vereins Kunsthütte Chemnitz und sogleich fest angestellter Assistent des Ausstellungsleiters geworden. Ihm oblag u. a. die Gestaltung sowohl der Ausstellungsplakate als auch der zugehörigen Kataloge des Kunstvereins. Von März bis Dezember 1909 wurde ihm die Unterstützung des Chemnitzer Industriellen und Kunstmäzens Hans Vogel zuteil, welche ihm einen Studienaufenthalt in München ermöglichte. Gustav Schaffer war ab 1910 Mitglied des Deutschen Künstlerbundes. Auf der Bugra 1914 in Leipzig wurde eine seiner Arbeiten mit der Sächsischen Staatsmedaille ausgezeichnet.
Im Ersten Weltkrieg war Schaffer von 1916 bis 1917 Soldat. Ein Teilwerkverzeichnis, das von Karl Josef Friedrich bearbeitet wurde, enthielt seine bis 1920 erschienenen grafischen Arbeiten und wurde 1920 anlässlich der Ausstellung „Das graphische Werk 1905–1920“ der Chemnitzer Kunstausstellung Gerstenberger herausgegeben.
In den 1920er Jahren fanden neusachliche Tendenzen Eingang in sein künstlerisches Werk. Folgerichtig war er in der Deutschland weit beachteten Ausstellung Neue Sachlichkeit, die von Dezember 1925 bis Januar 1926 in Chemnitz Station machte, prominent vertreten. Gebrauchsgrafische und kunsthandwerkliche Fähigkeiten bescherten Schaffer Aufträge zur Ausgestaltung von Villen Industrieller und Bankiers. So gestaltete er 1927 u. a. die Wohnräume des Bankiers Eduard von Nicolai in Mannheim. Gemeinsam mit dem Chemnitzer Architekten Max W. Feistel entwarf Schaffer den Golfclub in Oberrabenstein in der Nähe von Chemnitz. Dieses Gebäude entsprach in der äußeren Form dem Bauhausgedanken. Bekannt war Schaffer bereits seit 1919 mit Theodor Däubler und später mit Bruno Paul.
Anlässlich seines 50. Geburtstages richtete ihm der Kunstverein Kunsthütte Chemnitz 1931 eine große Einzelausstellung aus. Der gleiche Kunstverein ehrte sein Andenken nach seinem Tod 1937 nochmals mit einer Gedächtnisausstellung. 1937 war er mit dem Temperabild "Erzgebirgslandschaft" auf der Großen Deutschen Kunstausstellung in München vertreten. Im selben Jahr wurden in der Aktion „Entartete Kunst“ nachweislich aus dem Museum für Kunst und Heimatgeschichte Erfurt und der Kunsthütte Chemnitz vier Werke Schaffers beschlagnahmt und vernichtet.

## 1937 als "entartet" beschlagnahmte und vernichtete Werke
- Fährmann (Aquarell; Kunsthütte Chemnitz)

- Golghata (Holzschnitt, 1913; Museum für Kunst und Heimatgeschichte Erfurt)

- Einzug in Jerusalem (1913; Museum für Kunst und Heimatgeschichte Erfurt)

- Geburt Christi (1913; Museum für Kunst und Heimatgeschichte Erfurt)

## Weiter Werke

### Tafelbilder (Auswahl)
- Grablegung Christi (Tafelbild, Tempera, 1915; im Bestand der Kunstsammlungen am Theaterplatz, Chemnitz)[3]

- Selbstbildnis (Tafelbild, Öl, 1926; im Bestand der Kunstsammlungen am Theaterplatz, Chemnitz)[4]

### Plakatentwürfe (Auswahl)
- 15. Ausstellung des Deutschen Künstlerbundes Chemnitz (1920)[5]

- Eduard Munch-Ausstellung der Kunsthütte Chemnitz (1929)[6]